# Amedeo Bassi
Pour les articles homonymes, voir Bassi.
Amedeo Vittorio Bassi, né le 20 juillet 1874 à Florence et mort le 14 janvier 1949 dans cette même ville, est un ténor italien.

## Biographie
Amedeo Bassi étudie avec Pavese Negri à Florence, ville dans laquelle il fait ses débuts en 1899. De 1902 à 1907, il part en tournée en Amérique du Sud. Il chante avec la Manhattan Opera Company à New York de 1906 à 1908, puis avec la Chicago Opera Company de 1910 à 1916.
Son répertoire comprend plus de cinquante opéras, avec une grande majorité d'opéras italiens. Il crée notamment le rôle de Lionello dans Amica de Pietro Mascagni en 1905.